# 斯科蒂·鲍尔斯
乔治·阿尔伯特·“斯科蒂”·鲍尔斯（George Albert "Scotty" Bowers；1923年7月1日—2019年10月13日）是一名美国皮条客，1940年代至1980年代活跃于好莱坞。其事迹广泛流传于坊间及《好莱坞巴比伦》等花边新闻中。2012年，莱昂内尔·弗里德伯格出版了包含150小时访谈的鲍尔斯回忆录《全套服务》，引起广泛关注。

## 生平
鲍尔斯出生于伊利诺伊州渥太华。在芝加哥度过了大萧条之后，他选择参军，加入海军陆战队成为伞兵，曾参与太平洋的硫磺岛战役等。战争中，他失去了他的兄弟和两个好友。他的皮条客生意始于1946年，当时他在好莱坞大道5777号的里奇菲尔德石油加油站当服务员。
1950年，鲍尔斯从加油站辞职，成为酒保。他自称曾向阿尔弗雷德·金赛提供了研究对象——主要是妓女——以用于研究人类性行为。虽然长期从事皮条客生意，他从未被当局起诉。他收入颇丰，演员比奇·迪克森赠给他三座别墅。据他自己所说，内斯托尔·阿尔门德罗斯把自己的奥斯卡奖也送给了他。
1984年7月8日，他与比他小10岁的卡巴莱歌手露易丝·J·布罗德（Lois J. Broad）结婚，后者于2018年去世。鲍尔斯则于2019年10月13日在洛杉矶的家中因肾衰竭去世。

## 经历真实性
2006年，《综艺》的影评人彼得·德布鲁格（Peter Debruge）说：“每个人都知道斯科蒂。毕竟他为比佛利山庄的人们卖了60年酒，几乎每个晚上都会出现在各种派对里，有时甚至一天去两次”。在鲍尔斯的回忆录发布会上，戈尔·维达尔也说鲍尔斯的经历是真实的。电影导演约翰·施莱辛格和调查记者兼小说家多米尼克·邓恩也支持鲍尔斯的说法。 
但由于他提到的所有客户都已经不在人世，其经历难以考证 。根据鲍尔斯纪录片的导演马特·泰瑙尔（Matt Tyrnauer）的说法，他的经历不过是外人对好莱坞的幻想。

## 流行文化
迪伦·麦克德莫特在2020年的Netflix迷你剧《好莱坞》中饰演了在加油站当服务员的鲍里斯。
马特·泰瑙尔执导的纪录片《斯科蒂与好莱坞的秘密历史》于2017年上映 。2020年7月，探照灯影业宣布已获得该纪录片的版权，并开始以此为基础制作一部剧情片。卢卡·瓜达尼诺任导演，塞斯·罗根和埃文·戈德堡编剧。 